# Agustín Díaz Yanes
Agustín Díaz Yanes (Madrid, 9 de septiembre de 1950) es un director de cine, guionista y novelista español. Ha sido galardonado en los Premios Goya.

## Biografía
Hijo de torero, estudió Historia y se licenció por la Universidad Complutense de Madrid en los años 70. Trabajó dando clases y traduciendo del inglés. También ejerció como crítico literario y, en esa época, se interesó por el cine, Fue entonces cuando escribió sus primeros guiones, que posteriormente fueron llevados al cine.
Su reputación como guionista y las amistades que cultivó le permitieron rodar la película Nadie hablará de nosotras cuando hayamos muerto en 1995, que le valió dos Premios Goya: por el guion y la dirección. Después del éxito de su primera película preparó el guion de Madrid Sur, un filme de ciencia ficción que no pudo ser rodado por falta de financiación.
En 2001 junto a Penélope Cruz y a Victoria Abril, rodó la película Sin noticias de Dios, que fue nominada a once Goyas. 
En 2006, comenzó a rodar Alatriste, basada en la serie de novelas Las aventuras del capitán Alatriste de Arturo Pérez-Reverte, que contó con un reparto encabezado por Viggo Mortensen. Esta película también fue nominada a numerosos Goyas y fue la segunda película más cara de la historia del cine español, con un presupuesto de 24 millones de euros pero la primera de las rodadas en español.
En 2008 dirigió Sólo quiero caminar, continuación de Nadie hablará de nosotras.... Fue estrenada en noviembre de 2008, y le valió una nueva nominación al Goya como Mejor Director. 
En 2012 publicó su primera novela, Simpatía por el diablo, en la que hay referencias a su amigo, el escritor Javier Marías y, particularmente, a la novela Los enamoramientos. Este libro, homenaje a los Rolling Stones y su mítica canción Sympathy for the Devil, es «un thriller con tintes de novela negra de políticos corruptos, banqueros insaciables y ciudadanos resistentes en la España actual, en el que no falta por supuesto el mundo de los toros». Díaz Yanes es Duke of Michelín del ficticio Reino de Redonda, que encabeza Marías con el nombre de King Xavier I.
En 2016 dirige la película Oro, una nueva adaptación de un relato breve de Arturo Pérez Reverte, ambientada en el siglo XVI.
Es el presidente de la Asociación Autores Literarios de Medios Audiovisuales (ALMA).

## Filmografía
| Año  | Película                                        | Modo                 |
| ---- | ----------------------------------------------- | -------------------- |
| 1988 | Baton Rouge                                     | Guionista            |
| 1990 | A solas contigo                                 | Guionista            |
| 1990 | Demasiado corazón                               | Guionista            |
| 1994 | Belmonte                                        | Guionista            |
| 1995 | Nadie hablará de nosotras cuando hayamos muerto | Director y guionista |
| 1997 | Al límite                                       | Guionista            |
| 2001 | Sin noticias de Dios                            | Director y guionista |
| 2006 | Alatriste                                       | Director y guionista |
| 2008 | Sólo quiero caminar                             | Director y guionista |
| 2016 | Oro                                             | Director y guionista |
| 2025 | Un fantasma en la batalla                       | Director y guionista |

## Obras literarias
- Simpatía por el diablo , Espasa, Madrid, 2012

## Premios
Premios Goya
| Año           | Categoría                                 | Película                                        | Resultado |
| ------------- | ----------------------------------------- | ----------------------------------------------- | --------- |
| III edición   | Mejor guion original                      | Baton Rouge                                     | Nominado  |
| V edición     | Mejor guion original                      | A solas contigo                                 | Nominado  |
| X edición     | Mejor director novel Mejor guion original | Nadie hablará de nosotras cuando hayamos muerto | Ganador   |
| XVI edición   | Mejor director Mejor guion original       | Sin noticias de Dios                            | Nominado  |
| XXI edición   | Mejor director Mejor guion adaptado       | Alatriste                                       | Nominado  |
| XXIII edición | Mejor director Mejor guion original       | Sólo quiero caminar                             | Nominado  |

Festival Internacional de Cine de San Sebastián
| Año  | Categoría                  | Película                                        | Resultado |
| ---- | -------------------------- | ----------------------------------------------- | --------- |
| 1995 | Premio Especial del Jurado | Nadie hablará de nosotras cuando hayamos muerto | Ganador   |

Medallas del Círculo de Escritores Cinematográficos
| Año  | Categoría            | Película                                        | Resultado |
| ---- | -------------------- | ----------------------------------------------- | --------- |
| 1995 | Premio revelación    | Nadie hablará de nosotras cuando hayamos muerto | Ganador   |
| 2006 | Mejor guion adaptado | Alatriste                                       | Nominado  |
| 2008 | Mejor director       | Sólo quiero caminar                             | Nominado  |
| 2008 | Mejor guion original | Sólo quiero caminar                             | Nominado  |